# Paolo Piffarerio
Paolo Piffarerio (Milano, 27 agosto 1924 – Milano, 30 giugno 2015) è stato un animatore e fumettista italiano. Noto come uno dei pionieri del cinema di animazione, fondò nel 1953, insieme ai fratelli Gavioli, la Gamma Film, casa di produzione specializzata in cortometraggi che realizzò, dal 1957 al 1977, numerosi spot per il programma Carosello della Rai, per la quale fu il direttore tecnico oltre che sceneggiatore o regista, occupandosi della fotografia, del montaggio e sovraintendendo a tutta la linea della produzione di un enorme numero di cortometraggi animati e dal vero. È inoltre famoso come disegnatore per aver realizzato la serie Alan Ford di Max Bunker dal 1975 al 1984, Storia d'Italia a fumetti scritta da Enzo Biagi e numerose riduzioni a fumetti di opere letterarie per Il Giornalino.

## Biografia
Mentre ancora frequenta l'Accademia di belle arti di Brera, incomincia a collaborare nel 1943 per l'editore Alberto Traini realizzando la serie a fumetti di Capitan Falco e inchiostrando i disegni a matita di personaggi umoristici di Gino Gavioli. Poi passa a realizzare una serie sul popolare calciatore Giuseppe Meazza e una ispirata a Ridolini. Negli anni quaranta lavora anche per le Edizioni Audace realizzando, nel 1946, "Il ritorno del cow-boy" e "La Venere Indiana", pubblicati sulla rivista l'Audace e, nell'anno seguente, disegnando Ipnos, scritto da Giovanni Luigi Bonelli.
Nel 1953 fonda insieme ai fratelli Gino e Roberto Gavioli la Gamma Film, entrando così nel mondo dell'animazione e del cinema realizzando spot pubblicitari negli anni successivi e creando numerose animazioni per il programma televisivo Carosello della Rai fino alla chiusura del programma nel 1977 e collaborando anche per il cinema per la realizzazione del cortometraggio La lunga calza verde (1961), sceneggiato da Cesare Zavattini e Putiferio va alla guerra (1968). Mentre i fratelli Gavioli si occupano della produzione, della regia e della realizzazione dei vari personaggi, Piffarerio si occupa delle sceneggiature e a volte o della regia, oltre a essere il direttore tecnico della maggior parte degli spot occupandosi della fotografia, del montaggio e supervisionando la sterminata produzione di cortometraggi animati e dal vero, creando un proprio stile diverso da quello dei corti provenienti dall'America ma anche dei fratelli Nino e Toni Pagot.  Piffarerio partecipa come direttore tecnico e/o sceneggiatore a numerose animazioni come quelle relative ai corti: La parola alla strada (dal 1959 al 1961), Noi e la strada (dal 1961 al 1965), Caio Gregorio er guardiano der pretorio (dal 1960 al 1969), Pallina dà lustro alla casa (dal 1961 al 1968), Babbut Mammut e Figliutt (dal 1962 al 1965), Vitaccia cavallina (dal 1962 al 1975), Gringo (dal 1966 al 1976), Taca Banda o Andrea e Oracolo (dal 1968 al 1976) e il frate Cimabue (dal 1972 al 1976).
Negli anni sessanta e settanta collabora attivamente per l'Editoriale Corno, realizzando serie a fumetti su testi di Max Bunker, alias Luciano Secchi, come Viva l'Italia, Maschera Nera, Atomik, El Gringo, Milord e il racconto Fouché, un uomo nella Rivoluzione, pubblicato sulla rivista Eureka che, nel 1976, gli fa vincere il premio Marzocco d'Argento. Con Luciano Secchi scaturirà una lunga collaborazione che lo porterà a lavorare anche per il suo personaggio più popolare, Alan Ford, che all'epoca godeva di un vasto successo, prima alternandosi con altri per il passaggio delle chine sui disegni a matita di Magnus e, dopo l'abbandono di questi, diventando il disegnatore principale a partire dal nº 76. Nonostante la difficoltà di sostituire un disegnatore unanimemente riconosciuto come uno dei migliori del periodo, Piffarerio riuscì a dare del personaggio una propria interpretazione, talvolta coadiuvato da altri inchiostratori, realizzando una novantina di numeri fino al 1984, quando interruppe la collaborazione con Bunker per dedicarsi ad altri progetti.
Contemporaneamente all'impegno con l'editoriale Corno, nel 1977 collabora alla collana Storia d'Italia a fumetti di Enzo Biagi, pubblicate dalla Arnoldo Mondadori Editore e nel 1978 inizia una lunga collaborazione con le Edizioni Paoline per le quali si specializza in riduzioni di celebri opere letterarie come I promessi sposi (1985), I miserabili (1991) e l'Odissea pubblicate su Il Giornalino . Negli anni novanta pubblica su il Giornalino la serie Adalberto di Cuorsincero, scritta da Giuseppe Ramello.
Nel 2007, in occasione dei festeggiamenti per il quarantennale del Comandante Mark della Essegesse, illustra il racconto Un americano a Versailles su testi di Davide Castellazzi pubblicato sul nº 54 edito dalle IF Edizioni.
Negli ultimi anni collaborò regolarmente con il periodico La Settimana Enigmistica.
È morto a Milano il 30 giugno 2015, all'età di 90 anni. Venne tumulato nel Cimitero Maggiore di Milano.

## Riconoscimenti
- Premio Marzocco d'Argento per la storia a fumetti Fouché, un uomo nella Rivoluzione (1976).[4]